# Corybas insulifloris
Corybas insulifloris är en orkidéart som beskrevs av Pieter van Royen. Corybas insulifloris ingår i släktet Corybas, och familjen orkidéer. Inga underarter finns listade i Catalogue of Life.